# XI Legislatura de la Asamblea de Madrid
La xi Legislatura de la Asamblea de Madrid comenzó el 11 de junio de 2019. La composición del pleno se determinó en las elecciones a la Asamblea de Madrid del 26 de mayo de 2019. Durante la sesión constitutiva se eligió la composición de la Mesa de la Asamblea, incluida la elección de Juan Trinidad (Ciudadanos) como presidente de la cámara. La Asamblea de Madrid se disolvió en marzo de 2021.
Se crearon 6 grupos parlamentarios: el GP Socialista (37 diputados), el GP Popular (30 diputados), el GP de Ciudadanos (26 diputados), el GP Más Madrid (20 diputados), el GP Vox en Madrid (12 diputados) y el GP Unidas Podemos-IU-Madrid en Pie (7 diputados).

## Mesa de la Asamblea
| Cargo                  | Titular                           | Lista      |
| ---------------------- | --------------------------------- | ---------- |
| Presidente             | Juan Trinidad Martos              | Ciudadanos |
| Vicepresidenta primera | María Paloma Adrados Gautier      | PP         |
| Vicepresidente segundo | Diego Cruz Torrijos               | PSOE-M     |
| Vicepresidente tercero | José Ignacio Arias Moreno         | Vox        |
| Secretaria primera     | María Eugenia Carballedo Berlanga | PP         |
| Secretaria segunda     | María Encarnación Moya Nieto      | PSOE-M     |
| Secretaria tercera     | Esther Ruiz Fernández             | Ciudadanos |

## Junta de Portavoces
| Cargo                          | Cargo                                                    | Titular                                  | Lista      |
| ------------------------------ | -------------------------------------------------------- | ---------------------------------------- | ---------- |
| Presidente                     | Presidente                                               | Juan Trinidad Martos                     | Ciudadanos |
| Vicepresidenta primera         | Vicepresidenta primera                                   | María Paloma Adrados Gautier             | PP         |
| Vicepresidente segundo         | Vicepresidente segundo                                   | Diego Cruz Torrijos                      | PSOE-M     |
| Vicepresidente tercero         | Vicepresidente tercero                                   | José Ignacio Arias Moreno                | Vox        |
| Secretaria primera             | Secretaria primera                                       | María Eugenia Carballedo Berlanga        | PP         |
| Secretaria segunda             | Secretaria segunda                                       | María Encarnación Moya Nieto             | PSOE-M     |
| Secretaria tercera             | Secretaria tercera                                       | Esther Ruiz Fernández                    | Ciudadanos |
| Portavoces titulares           |                                                          |                                          |            |
|                                | Portavoz del GP Socialista                               | Ángel Gabilondo Pujol                    | PSOE-M     |
|                                | Portavoz del GP Popular                                  | Alfonso Carlos Serrano Sánchez-Capuchino | PP         |
|                                | Portavoz del GP Ciudadanos                               | César Zafra Hernández                    | Ciudadanos |
|                                | Portavoz del GP Más Madrid                               | Pablo Gómez Perpinyà                     | Más Madrid |
|                                | Portavoz del GP Vox                                      | Rocío Monasterio San Martín              | Vox        |
|                                | Portavoz del GP Unidas Podemos- IU-Madrid en Pie         | Isabel Serra Sánchez                     | Podemos    |
| Portavoces adjuntos            |                                                          |                                          |            |
|                                | Portavoz adjunta del GP Socialista                       | Pilar Sánchez Acera                      | PSOE-M     |
|                                | Portavoces adjuntos del GP Popular                       | Ana Camins Martínez                      | PP         |
| Pedro Muñoz Abrines            | Portavoces adjuntos del GP Popular                       |                                          | PP         |
|                                | Portavoz adjunta del GP Ciudadanos                       | Ana Isabel García García                 | Ciudadanos |
|                                | Portavoz adjunta del GP Más Madrid                       | Tania Sánchez Melero                     | Más Madrid |
|                                | Portavoces adjuntos del GP Vox                           | Ana María Cuartero Lorenzo               | Vox        |
| Ínigo Henríquez de Luna Losada | Portavoces adjuntos del GP Vox                           |                                          | Vox        |
|                                | Portavoz adjunta del GP Unidas Podemos- IU-Madrid en Pie | Sol Sánchez Maroto                       | IU         |

## Grupos parlamentarios
| Grupo parlamentario                             | Grupo parlamentario              | Componentes      | Portavoz                                 | Líder                       | Escaños |
| ----------------------------------------------- | -------------------------------- | ---------------- | ---------------------------------------- | --------------------------- | ------- |
|                                                 | Socialista                       | PSOE-M           | Ángel Gabilondo Pujol                    | José Manuel Franco*         | 37      |
|                                                 | Popular                          | PP               | Alfonso Carlos Serrano Sánchez-Capuchino | Isabel Díaz Ayuso           | 30      |
|                                                 | Ciudadanos                       | Ciudadanos       | César Zafra Hernández                    | Ignacio Aguado              | 26      |
|                                                 | Más Madrid                       | Más Madrid       | Pablo Gómez Perpinyà                     | Íñigo Errejón*              | 20      |
|                                                 | Vox en Madrid                    | Vox              | Rocío Monasterio San Martín              | Rocío Monasterio San Martín | 12      |
|                                                 | Unidas Podemos-IU- Madrid en Pie | Podemos: 5 IU: 2 | Isabel Serra Sánchez                     | Vacante Carolina Cordero*   | 7       |
| (*): No es diputado/a de la Asamblea de Madrid. |                                  |                  |                                          |                             |         |

## Pleno
| Nombre                                          | Grupo Parlamentario | Grupo Parlamentario             | Partido | Partido    | Alta                | Baja |
| ----------------------------------------------- | ------------------- | ------------------------------- | ------- | ---------- | ------------------- | ---- |
| María Acín Carrera                              |                     | Más Madrid                      |         | Más Madrid | 11 de junio de 2019 |      |
| María Paloma Adrados Gautier                    |                     | Popular                         |         | PP         | 11 de junio de 2019 |      |
| Ignacio Aguado Crespo                           |                     | Ciudadanos                      |         | Ciudadanos | 11 de junio de 2019 |      |
| Rocío Albert López                              |                     | Popular                         |         | PP         | 11 de junio de 2019 |      |
| Carolina Alonso Alonso                          |                     | Unidas Podemos-IU-Madrid en Pie |         | Podemos    | 11 de junio de 2019 |      |
| Victoria Alonso Márquez                         |                     | Ciudadanos                      |         | Ciudadanos | 11 de junio de 2019 |      |
| María Nadia Álvarez Padilla                     |                     | Popular                         |         | PP         | 11 de junio de 2019 |      |
| José Ignacio Arias Moreno                       |                     | Vox en Madrid                   |         | Vox        | 11 de junio de 2019 |      |
| Miguel Luis Arranz Sánchez                      |                     | Socialista                      |         | PSOE-M     | 11 de junio de 2019 |      |
| José María Arribas del Barrio                   |                     | Popular                         |         | PP         | 11 de junio de 2019 |      |
| Isabel Aymerich D'Olhaberriague                 |                     | Socialista                      |         | PSOE-M     | 11 de junio de 2019 |      |
| Eva Bailén Fernández                            |                     | Ciudadanos                      |         | Ciudadanos | 11 de junio de 2019 |      |
| María Carmen Barahona Prol                      |                     | Socialista                      |         | PSOE-M     | 11 de junio de 2019 |      |
| Jazmín Beirak Ulanosky                          |                     | Más Madrid                      |         | Más Madrid | 11 de junio de 2019 |      |
| Jaime María de Berenguer de Santiago            |                     | Vox en Madrid                   |         | Vox        | 11 de junio de 2019 |      |
| Marta Bernardo Llorente                         |                     | Socialista                      |         | PSOE-M     | 11 de junio de 2019 |      |
| Borja Luis Cabezón Royo                         |                     | Socialista                      |         | PSOE-M     | 11 de junio de 2019 |      |
| Sergio Brabezo Carballo                         |                     | Ciudadanos                      |         | Ciudadanos | 11 de junio de 2019 |      |
| Mariano Calabuig Martínez                       |                     | Vox en Madrid                   |         | Vox        | 11 de junio de 2019 |      |
| Ana Camins Martínez                             |                     | Popular                         |         | PP         | 11 de junio de 2019 |      |
| Francisco Javier Cañadas Martín                 |                     | Unidas Podemos-IU-Madrid en Pie |         | Podemos    | 11 de junio de 2019 |      |
| María Eugenia Carballedo Berlanga               |                     | Popular                         |         | PP         | 11 de junio de 2019 |      |
| María Yobana Carril Antelo                      |                     | Vox en Madrid                   |         | Vox        | 11 de junio de 2019 |      |
| María Carmen Castell Díaz                       |                     | Popular                         |         | PP         | 11 de junio de 2019 |      |
| María Llanos Castellanos Garijo                 |                     | Socialista                      |         | PSOE-M     | 11 de junio de 2019 |      |
| Purificación Causapié Lopesino                  |                     | Socialista                      |         | PSOE-M     | 11 de junio de 2019 |      |
| José Carmelo Cepeda García de León              |                     | Socialista                      |         | PSOE-M     | 11 de junio de 2019 |      |
| Sonia Conejero Palero                           |                     | Socialista                      |         | PSOE-M     | 11 de junio de 2019 |      |
| Diego Cruz Torrijos                             |                     | Socialista                      |         | PSOE-M     | 11 de junio de 2019 |      |
| Ana María Cuartero Lorenzo                      |                     | Vox en Madrid                   |         | Vox        | 11 de junio de 2019 |      |
| Jorge Arturo Cutillas Cordón                    |                     | Vox en Madrid                   |         | Vox        | 11 de junio de 2019 |      |
| Carla Delgado Gómez                             |                     | Socialista                      |         | PSOE-M     | 11 de junio de 2019 |      |
| Emilio Delgado Orgaz                            |                     | Más Madrid                      |         | Más Madrid | 11 de junio de 2019 |      |
| Isabel Natividad Díaz Ayuso                     |                     | Popular                         |         | PP         | 11 de junio de 2019 |      |
| Carlos Díaz-Pache Gosende                       |                     | Popular                         |         | PP         | 11 de junio de 2019 |      |
| Miguel Díaz Martín                              |                     | Ciudadanos                      |         | Ciudadanos | 11 de junio de 2019 |      |
| Matilde Isabel Díaz Ojeda                       |                     | Socialista                      |         | PSOE-M     | 11 de junio de 2019 |      |
| Macarena Elvira Rubio                           |                     | Socialista                      |         | PSOE-M     | 11 de junio de 2019 |      |
| David Erguido Cano                              |                     | Popular                         |         | PP         | 11 de junio de 2019 |      |
| Íñigo Errejón Galván                            |                     | Más Madrid                      |         | Más Madrid | 11 de junio de 2019 |      |
| María Yolanda Estrada Madrid                    |                     | Popular                         |         | PP         | 11 de junio de 2019 |      |
| Fernando Fernández Lara                         |                     | Socialista                      |         | PSOE-M     | 11 de junio de 2019 |      |
| Emy Fernández-Luna Abellán                      |                     | Ciudadanos                      |         | Ciudadanos | 11 de junio de 2019 |      |
| Eduardo Fernández Rubiño                        |                     | Más Madrid                      |         | Más Madrid | 11 de junio de 2019 |      |
| Diego Figuera Álvarez                           |                     | Más Madrid                      |         | Más Madrid | 11 de junio de 2019 |      |
| José Manuel Freire Campo                        |                     | Socialista                      |         | PSOE-M     | 11 de junio de 2019 |      |
| Ángel Gabilondo Pujol                           |                     | Socialista                      |         | PSOE-M     | 11 de junio de 2019 |      |
| Ana Isabel García García                        |                     | Ciudadanos                      |         | Ciudadanos | 11 de junio de 2019 |      |
| Mónica García Gómez                             |                     | Más Madrid                      |         | Más Madrid | 11 de junio de 2019 |      |
| José Luis García Sánchez                        |                     | Socialista                      |         | PSOE-M     | 11 de junio de 2019 |      |
| Ángel Garrido García                            |                     | Ciudadanos                      |         | Ciudadanos | 11 de junio de 2019 |      |
| Beatriz Gimeno Reinoso                          |                     | Unidas Podemos-IU-Madrid en Pie |         | Podemos    | 11 de junio de 2019 |      |
| Alicia Gómez Benítez                            |                     | Más Madrid                      |         | Más Madrid | 11 de junio de 2019 |      |
| José Ángel Gómez Chamorro Torres                |                     | Socialista                      |         | PSOE-M     | 11 de junio de 2019 |      |
| Araceli Gómez García                            |                     | Ciudadanos                      |         | Ciudadanos | 11 de junio de 2019 |      |
| Rafael Gómez Montoya                            |                     | Socialista                      |         | PSOE-M     | 11 de junio de 2019 |      |
| Pablo Gómez Perpiñá                             |                     | Más Madrid                      |         | Más Madrid | 11 de junio de 2019 |      |
| Cristina González Álvarez                       |                     | Socialista                      |         | PSOE-M     | 11 de junio de 2019 |      |
| Javier Guardiola Arévalo                        |                     | Socialista                      |         | PSOE-M     | 11 de junio de 2019 |      |
| Santiago Eduardo Gutiérrez Benito               |                     | Más Madrid                      |         | Más Madrid | 11 de junio de 2019 |      |
| Pablo Gutiérrez de Cabiedes Hidalgo de Caviedes |                     | Vox en Madrid                   |         | Vox        | 11 de junio de 2019 |      |
| Roberto Hernández Blázquez                      |                     | Ciudadanos                      |         | Ciudadanos | 11 de junio de 2019 |      |
| Juan Miguel Hernández de León                   |                     | Socialista                      |         | PSOE-M     | 11 de junio de 2019 |      |
| Íñigo Henríquez de Luna Losada                  |                     | Vox en Madrid                   |         | Vox        | 11 de junio de 2019 |      |
| Raquel Huerta Bravo                             |                     | Más Madrid                      |         | Más Madrid | 11 de junio de 2019 |      |
| María Yolanda Ibarrola de la Fuente             |                     | Popular                         |         | PP         | 11 de junio de 2019 |      |
| Carlos Izquierdo Torres                         |                     | Popular                         |         | PP         | 11 de junio de 2019 |      |
| Hana Jalloul Muro                               |                     | Socialista                      |         | PSOE-M     | 11 de junio de 2019 |      |
| Gádor Pilar Joya Verde                          |                     | Vox en Madrid                   |         | Vox        | 11 de junio de 2019 |      |
| Pilar Liébana Soto                              |                     | Ciudadanos                      |         | Ciudadanos | 11 de junio de 2019 |      |
| Vanessa Lillo Gómez                             |                     | Unidas Podemos-IU-Madrid en Pie |         | IU-Madrid  | 11 de junio de 2019 |      |
| Pilar Llop Cuenca                               |                     | Socialista                      |         | PSOE-M     | 11 de junio de 2019 |      |
| María Carmen López Ruiz                         |                     | Socialista                      |         | PSOE-M     | 11 de junio de 2019 |      |
| Javier Luengo Vicente                           |                     | Ciudadanos                      |         | Ciudadanos | 11 de junio de 2019 |      |
| Marta Marbán de Frutos                          |                     | Ciudadanos                      |         | Ciudadanos | 11 de junio de 2019 |      |
| Tomás Marcos Arias                              |                     | Ciudadanos                      |         | Ciudadanos | 11 de junio de 2019 |      |
| Hugo Martínez Abarca                            |                     | Más Madrid                      |         | Más Madrid | 11 de junio de 2019 |      |
| Ricardo Megías Morales                          |                     | Ciudadanos                      |         | Ciudadanos | 11 de junio de 2019 |      |
| María Carmen Mena Romero                        |                     | Socialista                      |         | PSOE-M     | 11 de junio de 2019 |      |
| María Luisa Mercado Merino                      |                     | Socialista                      |         | PSOE-M     | 11 de junio de 2019 |      |
| Rocío Monasterio San Martín                     |                     | Vox en Madrid                   |         | Vox        | 11 de junio de 2019 |      |
| Álvaro Moraga Valiente                          |                     | Popular                         |         | PP         | 11 de junio de 2019 |      |
| Lorena Morales Porro                            |                     | Socialista                      |         | PSOE-M     | 11 de junio de 2019 |      |
| Jacinto Morano González                         |                     | Unidas Podemos-IU-Madrid en Pie |         | Podemos    | 11 de junio de 2019 |      |
| Juan José Moreno Navarro                        |                     | Socialista                      |         | PSOE-M     | 11 de junio de 2019 |      |
| Jorge Moruno Danzi                              |                     | Más Madrid                      |         | Más Madrid | 11 de junio de 2019 |      |
| María Encarnación Moya Nieto                    |                     | Socialista                      |         | PSOE-M     | 11 de junio de 2019 |      |
| Pedro Muñoz Abrines                             |                     | Popular                         |         | PP         | 11 de junio de 2019 |      |
| María Dolores Navarro Ruiz                      |                     | Popular                         |         | PP         | 11 de junio de 2019 |      |
| Almudena Negro Konrad                           |                     | Popular                         |         | PP         | 11 de junio de 2019 |      |
| Modesto Nolla Estrada                           |                     | Socialista                      |         | PSOE-M     | 11 de junio de 2019 |      |
| José Enrique Núñez Guijarro                     |                     | Popular                         |         | PP         | 11 de junio de 2019 |      |
| Roberto Núñez Sánchez                           |                     | Ciudadanos                      |         | Ciudadanos | 11 de junio de 2019 |      |
| Regina Otaola Muguerza                          |                     | Popular                         |         | PP         | 11 de junio de 2019 |      |
| Enrique Matías Ossorio Crespo                   |                     | Popular                         |         | PP         | 11 de junio de 2019 |      |
| Luis Pacheco Torres                             |                     | Ciudadanos                      |         | Ciudadanos | 11 de junio de 2019 |      |
| Tamara Pardo Blázquez                           |                     | Ciudadanos                      |         | Ciudadanos | 11 de junio de 2019 |      |
| María Pastor Valdés                             |                     | Más Madrid                      |         | Más Madrid | 11 de junio de 2019 |      |
| Javier Pérez Gallardo                           |                     | Vox en Madrid                   |         | Vox        | 11 de junio de 2019 |      |
| David Pérez García                              |                     | Popular                         |         | PP         | 11 de junio de 2019 |      |
| Alodia Pérez Muñoz                              |                     | Más Madrid                      |         | Más Madrid | 11 de junio de 2019 |      |
| Daniel Portero de la Torre                      |                     | Popular                         |         | PP         | 11 de junio de 2019 |      |
| Eduardo Raboso García-Baquero                   |                     | Popular                         |         | PP         | 11 de junio de 2019 |      |
| Clara Ramas San Miguel                          |                     | Más Madrid                      |         | Más Madrid | 11 de junio de 2019 |      |
| Alberto Reyero Zubiri                           |                     | Ciudadanos                      |         | Ciudadanos | 11 de junio de 2019 |      |
| Enrique Rico García Hierro                      |                     | Socialista                      |         | PSOE-M     | 11 de junio de 2019 |      |
| Pedro Manuel Rollán Ojeda                       |                     | Popular                         |         | PP         | 11 de junio de 2019 |      |
| Jorge Rodrigo Domínguez                         |                     | Popular                         |         | PP         | 11 de junio de 2019 |      |
| Ana Rodríguez Durán                             |                     | Ciudadanos                      |         | Ciudadanos | 11 de junio de 2019 |      |
| Nicolás Rodríguez García                        |                     | Socialista                      |         | PSOE-M     | 11 de junio de 2019 |      |
| José Manuel Rodríguez Uribes                    |                     | Socialista                      |         | PSOE-M     | 11 de junio de 2019 |      |
| Alicia Verónica Rubio Calle                     |                     | Vox en Madrid                   |         | Vox        | 11 de junio de 2019 |      |
| Juan Rubio Ruiz                                 |                     | Ciudadanos                      |         | Ciudadanos | 11 de junio de 2019 |      |
| Esther Ruiz Fernández                           |                     | Ciudadanos                      |         | Ciudadanos | 11 de junio de 2019 |      |
| Pilar Sánchez Acera                             |                     | Socialista                      |         | PSOE-M     | 11 de junio de 2019 |      |
| Alicia Sánchez-Camacho Pérez                    |                     | Popular                         |         | PP         | 11 de junio de 2019 |      |
| Soledad Sánchez Maroto                          |                     | Unidas Podemos-IU-Madrid en Pie |         | IU-Madrid  | 11 de junio de 2019 |      |
| Tania Sánchez Melero                            |                     | Más Madrid                      |         | Más Madrid | 11 de junio de 2019 |      |
| Alejandro Sánchez Pérez                         |                     | Más Madrid                      |         | Más Madrid | 11 de junio de 2019 |      |
| José Antonio Sánchez Serrano                    |                     | Popular                         |         | PP         | 11 de junio de 2019 |      |
| Diego Sanjuanbenito Bonal                       |                     | Popular                         |         | PP         | 11 de junio de 2019 |      |
| Carlota Santiago Camacho                        |                     | Ciudadanos                      |         | Ciudadanos | 11 de junio de 2019 |      |
| Jaime Miguel de los Santos González             |                     | Popular                         |         | PP         | 11 de junio de 2019 |      |
| Clara Serra Sánchez                             |                     | Más Madrid                      |         | Más Madrid | 11 de junio de 2019 |      |
| Isabel Serra Sánchez                            |                     | Unidas Podemos-IU-Madrid en Pie |         | Podemos    | 11 de junio de 2019 |      |
| Alfonso Carlos Serrano Sánchez-Capuchino        |                     | Popular                         |         | PP         | 11 de junio de 2019 |      |
| Héctor Tejero Franco                            |                     | Más Madrid                      |         | Más Madrid | 11 de junio de 2019 |      |
| Francisco Tomás-Valiente Lanuza                 |                     | Socialista                      |         | PSOE-M     | 11 de junio de 2019 |      |
| Juan Trinidad Martos                            |                     | Ciudadanos                      |         | Ciudadanos | 11 de junio de 2019 |      |
| Enrique Veloso Lozano                           |                     | Ciudadanos                      |         | Ciudadanos | 11 de junio de 2019 |      |
| Agustín Vinagre Alcázar                         |                     | Socialista                      |         | PSOE-M     | 11 de junio de 2019 |      |
| César Zafra Hernández                           |                     | Ciudadanos                      |         | Ciudadanos | 11 de junio de 2019 |      |